# Flabellum marcus
Espèce
Statut CITES
Flabellum marcus est une espèce de coraux appartenant à la famille des Flabellidae.